# Campeonato Mundial de Atletismo de 2019 - 1500 m masculino
A competição dos 1500 metros masculino no Campeonato Mundial de Atletismo de 2019 foi realizada no Estádio Internacional Khalifa, em Doha, no Catar, entre os dias 3 de outubro e 6 de outubro.

## Recordes
Antes da competição, os recordes eram os seguintes: 
| Recorde mundial                               | Hicham El Guerrouj (MAR) | 3:26.00 | Roma, Itália     | 14 de julho de 1998  |
| Recorde do campeonato                         | Hicham El Guerrouj (MAR) | 3:27.65 | Sevilha, Espanha | 24 de agosto de 1999 |
| Melhor marca do ano                           | Timothy Cheruiyot (KEN)  | 3:28.77 | Lausana, Suíça   | 5 de julho de 2019   |
| Recorde africano                              | Hicham El Guerrouj (MAR) | 3:26.00 | Roma, Itália     | 14 de julho de 1998  |
| Recorde asiático                              | Rashid Ramzi (BHR)       | 3:29.14 | Roma, Itália     | 14 de julho de 2006  |
| Recorde da América do Norte, Central e Caribe | Bernard Lagat (USA)      | 3:29.30 | Rieti, Itália    | 28 de agosto de 2005 |
| Recorde sul-americano                         | Hudson de Souza (BRA)    | 3:33.25 | Rieti, Itália    | 28 de agosto de 2005 |
| Recorde europeu                               | Mohamed Farah (GBR)      | 3:28.81 | Mônaco           | 19 de julho de 2013  |
| Recorde da Oceania                            | Nicholas Willis (NZL)    | 3:29.66 | Mônaco           | 17 de julho de 2015  |

## Medalhistas
| Ouro                    | Prata                   | Bronze                   |
| Timothy Cheruiyot (KEN) | Taoufik Makhloufi (ALG) | Marcin Lewandowski (POL) |

## Tempo de qualificação
| Tempo de qualificação |
| --------------------- |
| 3:53.10               |

## Calendário
| Data                 | Horário | Fase          |
| -------------------- | ------- | ------------- |
| 3 de outubro de 2019 | 22:00   | Eliminatórias |
| 4 de outubro de 2019 | 20:10   | Semifinais    |
| 6 de outubro de 2019 | 19:40   | Final         |

Todos os horários estão no horário local (UTC+3)

## Resultados

### Eliminatórias
Qualificação: Seis primeiros de cada bateria (Q) e os seis melhores tempos (q) das eliminatórias. 
| Pos. | Bateria | Atleta                     | Nacionalidade                | Tempo   | Notas |
| ---- | ------- | -------------------------- | ---------------------------- | ------- | ----- |
| 1    | 3       | Ayanleh Souleiman          | Djibuti                      | 3:36.16 | Q     |
| 2    | 3       | Taoufik Makhloufi          | Argélia                      | 3:36.18 | Q     |
| 3    | 3       | Kalle Berglund             | Suécia                       | 3:36.19 | Q     |
| 4    | 3       | Neil Gourley               | Grã-Bretanha                 | 3:36.31 | Q     |
| 5    | 3       | Craig Engels               | Estados Unidos               | 3:36.35 | Q     |
| 6    | 3       | Ronald Musagala            | Uganda                       | 3:36.54 | Q     |
| 7    | 3       | Ronald Kwemoi              | Quênia                       | 3:36.66 | q     |
| 8    | 3       | Jesús Gómez                | Espanha                      | 3:36.72 | q     |
| 9    | 2       | Timothy Cheruiyot          | Quênia                       | 3:36.82 | Q     |
| 10   | 3       | Stewart McSweyn            | Austrália                    | 3:36.88 | q     |
| 11   | 2       | Josh Kerr                  | Grã-Bretanha                 | 3:36.99 | Q     |
| 12   | 2       | Ben Blankenship            | Estados Unidos               | 3:37.13 | Q     |
| 13   | 2       | Filip Ingebrigtsen         | Noruega                      | 3:37.26 | Q     |
| 14   | 2       | Abdelaati Iguider          | Marrocos                     | 3:37.44 | Q     |
| 15   | 2       | Kevin López                | Espanha                      | 3:37.62 | Q     |
| 16   | 1       | Jakob Ingebrigtsen         | Noruega                      | 3:37.67 | Q     |
| 17   | 1       | Alexis Miellet             | França                       | 3:37.69 | Q     |
| 18   | 1       | Matthew Centrowitz Jr.     | Estados Unidos               | 3:37.69 | Q     |
| 19   | 1       | Jake Wightman              | Grã-Bretanha                 | 3:37.72 | Q     |
| 20   | 1       | Marcin Lewandowski         | Polónia                      | 3:37.75 | Q     |
| 21   | 1       | Amos Bartelsmeyer          | Alemanha                     | 3:37.80 | Q     |
| 22   | 1       | Samuel Tefera              | Etiópia                      | 3:37.82 | q     |
| 23   | 2       | Isaac Kimeli               | Bélgica                      | 3:37.87 | q     |
| 24   | 2       | Youssouf Hich Bachir       | Djibuti                      | 3:37.93 | q     |
| 25   | 1       | Adel Mechaal               | Espanha                      | 3:37.95 |       |
| 26   | 2       | Kumari Taki                | Quênia                       | 3:37.98 |       |
| 27   | 1       | Filip Sasínek              | Chéquia                      | 3:38.17 |       |
| 28   | 1       | George Manangoi            | Quênia                       | 3:38.39 |       |
| 29   | 1       | Ryan Gregson               | Austrália                    | 3:38.69 |       |
| 30   | 1       | Abdi Waiss Mouhyadin       | Djibuti                      | 3:38.79 |       |
| 31   | 3       | Ismael Debjani             | Bélgica                      | 3:39.11 |       |
| 32   | 3       | Jakub Holuša               | Chéquia                      | 3:39.79 |       |
| 33   | 1       | Hicham Ouladha             | Marrocos                     | 3:39.86 |       |
| 34   | 2       | Jinson Johnson             | Índia                        | 3:39.86 |       |
| 35   | 3       | Abdullahi Jama Mohamed     | Somália                      | 3:40.84 |       |
| 36   | 2       | Teddese Lemi               | Etiópia                      | 3:41.32 | qR    |
| 37   | 3       | Abdirahman Saeed Hassan    | Catar                        | 3:42.24 |       |
| 38   | 2       | Musulman Dzholomanov       | Quirguistão                  | 3:45.07 |       |
| 39   | 1       | Abraham Kipchirchir Rotich | Quênia                       | 3:45.19 |       |
| 40   | 3       | Yach Majok Koon Wol        | Sudão do Sul                 | 3:46.24 |       |
| 41   | 2       | Matthew Ramsden            | Austrália                    | 3:47.59 | qR    |
| 42   | 2       | Paulo Amotun Lokoro        | Equipe de atletas refugiados | 3:48.98 |       |
| 43   | 1       | Lucirio Antonio Garrido    | Venezuela                    | 3:52.93 |       |
| 44   | 3       | Brahim Kaazouzi            | Marrocos                     | DNS     | DNS   |
| 44   | 2       | Rabil Doukkana             | França                       | DNS     | DNS   |

### Semifinais
Qualificação: Cinco primeiros de cada bateria (Q) e os dois melhores tempos (q) das semifinais. 
| Pos. | Bateria | Atleta                 | Nacionalidade  | Tempo   | Notas           |
| ---- | ------- | ---------------------- | -------------- | ------- | --------------- |
| 1    | 2       | Marcin Lewandowski     | Polónia        | 3:36.50 | Q               |
| 2    | 1       | Timothy Cheruiyot      | Quênia         | 3:36.53 | Q               |
| 3    | 2       | Ronald Kwemoi          | Quênia         | 3:36.53 | Q               |
| 4    | 2       | Jakob Ingebrigtsen     | Noruega        | 3:36.58 | Q               |
| 5    | 2       | Josh Kerr              | Grã-Bretanha   | 3:36.58 | Q               |
| 6    | 1       | Taoufik Makhloufi      | Argélia        | 3:36.69 | Q               |
| 7    | 1       | Neil Gourley           | Grã-Bretanha   | 3:36.69 | Q               |
| 8    | 1       | Craig Engels           | Estados Unidos | 3:36.69 | Q               |
| 9    | 1       | Kalle Berglund         | Suécia         | 3:36.72 | Q               |
| 10   | 2       | Youssouf Hich Bachir   | Djibuti        | 3:36.72 | Q,              |
| 11   | 2       | Matthew Centrowitz Jr. | Estados Unidos | 3:36.77 | q,              |
| 12   | 2       | Jake Wightman          | Grã-Bretanha   | 3:36.85 | q               |
| 13   | 1       | Ben Blankenship        | Estados Unidos | 3:36.98 |                 |
| 14   | 1       | Filip Ingebrigtsen     | Noruega        | 3:37.00 |                 |
| 15   | 2       | Matthew Ramsden        | Austrália      | 3:37.16 | Recorde pessoal |
| 16   | 2       | Ronald Musagala        | Uganda         | 3:37.19 |                 |
| 17   | 1       | Alexis Miellet         | França         | 3:37.39 |                 |
| 18   | 1       | Isaac Kimeli           | Bélgica        | 3:37.50 |                 |
| 19   | 2       | Kevin López            | Espanha        | 3:37.56 |                 |
| 20   | 2       | Amos Bartelsmeyer      | Alemanha       | 3:37.74 |                 |
| 21   | 1       | Stewart McSweyn        | Austrália      | 3:37.95 |                 |
| 22   | 1       | Ayanleh Souleiman      | Djibuti        | 3:38.35 |                 |
| 23   | 1       | Teddese Lemi           | Etiópia        | 3:38.79 | Recorde pessoal |
| 24   | 1       | Jesús Gómez            | Espanha        | 3:40.29 |                 |
| 25   | 2       | Abdelaati Iguider      | Marrocos       | 3:42.23 |                 |
| 26   | 2       | Samuel Tefera          | Etiópia        | DNF     | DNF             |

### Final
A final ocorreu dia 6 de outubro às 19:40. 
| Pos.              | Atleta                 | Nacionalidade  | Tempo   | Notas                |
| ----------------- | ---------------------- | -------------- | ------- | -------------------- |
| Medalha de ouro   | Timothy Cheruiyot      | Quênia         | 3:29.26 |                      |
| Medalha de prata  | Taoufik Makhloufi      | Argélia        | 3:31.38 | Recorde da temporada |
| Medalha de bronze | Marcin Lewandowski     | Polónia        | 3:31.46 | Recorde nacional     |
| 4                 | Jakob Ingebrigtsen     | Noruega        | 3:31.70 |                      |
| 5                 | Jake Wightman          | Grã-Bretanha   | 3:31.87 | Recorde pessoal      |
| 6                 | Josh Kerr              | Grã-Bretanha   | 3:32.52 | Recorde pessoal      |
| 7                 | Ronald Kwemoi          | Quênia         | 3:32.72 | Recorde da temporada |
| 8                 | Matthew Centrowitz Jr. | Estados Unidos | 3:32.81 | Recorde da temporada |
| 9                 | Kalle Berglund         | Suécia         | 3:33.70 | Recorde nacional     |
| 10                | Craig Engels           | Estados Unidos | 3:34.24 |                      |
| 11                | Neil Gourley           | Grã-Bretanha   | 3:37.30 |                      |
| 12                | Youssouf Hich Bachir   | Djibuti        | 3:37.96 |                      |

Legenda
| Recorde mundial       | Recorde mundial (World record)               |                       | Recorde africano                      | Recorde africano (African) |                                           | Q | Classificado por posição (Qualified) |
| Recorde do campeonato | Recorde do campeonato (Championship record)  | Recorde da América    | Recorde da América (Americas)         | q                          | Classificado por melhor tempo (Qualified) |   |                                      |
| Melhor marca do ano   | Melhor marca do ano (World leading)          | Recorde asiático      | Recorde asiático (Asian)              | DNS                        | Não largou (Did not start)                |   |                                      |
| Recorde nacional      | Recorde nacional (National record)           | Recorde europeu       | Recorde europeu (European)            | DNF                        | Não terminou (Did not finish)             |   |                                      |
| Recorde pessoal       | Recorde pessoal do atleta (Personal best)    | Recorde da Oceania    | Recorde da Oceania (Oceania)          | DSQ / DQ                   | Desclassificado (Disqualified)            |   |                                      |
| Recorde da temporada  | Recorde da temporada do atleta (Season best) | Recorde sul-americano | Recorde sul-americano (South America) | NM                         | Sem marca (No mark)                       |   |                                      |